# Начальницький склад НКВС УСРР у середині 30-х
Начальницький склад НКВС УСРР у середині 30-х — співробітники НКВС УСРР, яким у 1935—1936 рр. були присвоєні спеціальні звання Головного управління державної безпеки (ГУДБ) від капітана державної безпеки і вище.

## Комісар державної безпеки 1-го рангу
- нарком внутрішніх справ УСРР В. А. Балицький.

## Комісар державної безпеки 2-го рангу
- начальник УНКВС Харківської області К. М. Карлсон;
- заступник наркома внутрішніх справ УСРР З. Б. Кацнельсон

## Комісар державної безпеки 3-го рангу
- начальник Економічного відділу (ЕКВ) УДБ НКВС УСРР С. С. Мазо

## Старші майори ДБ
- начальник Особливого відділу (ОВ) УДБ НКВС УСРР М. К. Александровський,
- начальник УНКВС Донецької області В. Т. Іванов,
- начальник УНКВС Дніпропетровської області С. Н. Миронов-Король,
- начальник УНКВС Одеської області О. Б. Розанов,
- начальник УНКВС Вінницької області М. М. Тимофєєв,
- начальник УНКВС Київської області М. Д. Шаров

## Майори ДБ
- заступник начальника ОВ УДБ НКВС УСРР Ю. І. Бржезовський,
- заступник начальника УНКВС Донецької області Г. Б. Загорський,
- заступник начальника УНКВС Харківської області Я. З. Камінський,
- начальник Секретно-політичного відділу (СПВ) УДБ НКВС УСРР Б. В. Козельський,
- начальник Управління місць ув'язнення НКВС УСРР Я. К. Краукліс,
- заступник начальника ЕКВ ДПУ УСРР Ю. Ф. Кривець,
- заступник начальника Транспортного відділу (ТВ) УДБ НКВС УСРР В. Я. Левоцький,
- заступник начальника УНКВС Харківської області П. В. Семенов,
- начальник УНКВС Вінницької області Д. М. Соколинський,
- заступник начальника УНКВС Одеської області М. Г. Чердак,
- начальник Оперативного відділу УДБ НКВС УСРР П. Г. Шостак-Соколов,
- начальник Адміністративно-господарського управління (АГУ) НКВС УСРР С. М. Цикліс

## Капітани ДБ
- заступник начальника Оперативного відділу УДБ НКВС УСРР М. Ю. Аміров-Пієвський,
- начальник ЕКВ УДБ УНКВС Харківської області Л. С. Арров-Тандетницький,
- начальник СПВ УДБ УНКВС Київської області І. Я. Бабич,
- заступник начальника АГУ НКВС УСРР О. М. Берман,
- начальник ТВ УДБ УНКВС Одеської області В. М. Блюман,
- начальник оперативного відділу УДБ УНКВС Одеської області Я. Д. Борецький,
- начальник-комісар Харківської школи НКВС Б. Ю. Борін,
- начальник Коростенського окружного відділу НКВС С. І. Борисов-Лендерман,
- помічник начальника ТВ УНКВС Харківської області Н. Я. Боярський,
- начальник 1-го відділку СПВ УДБ НКВС УСРР С. С. Брук,
- начальник Полтавського міського відділу НКВС Й. А. Вепринський,
- начальник 9-го відділку ОВ УДБ НКВС УСРР А. І. Геплер,
- начальник ТВ УДБ УНКВС Харківської області О. С. Глуховцев,
- начальник СПВ УДБ УНКВС Харківської області М. І. Говлич,
- начальник ЕКВ УДБ УНКВС Київської області С. І. Гольдман,
- заступник начальника УНКВС Київської області Г. А. Гришин-Клювгант,
- начальник ТВ УДБ УНКВС Київської області В. А. Двінянінов,
- начальник УНКВС Молдавської АСРР М. Г. Джавахов,
- помічник начальника СПВ УДБ НКВС УСРР С. М. Долинський-Глозберг,
- начальник ТВ УДБ УНКВС Чернігівської області Г. Т. Донець,
- начальник відділку ЕКВ УДБ НКВС УСРР Т. П. Дорожко,
- начальник ЕКВ УДБ УНКВС Одеської області Н. Б. Едвабник,
- начальник відділу пожежної охорони НКВС УСРР Ю. Д. Елькін,
- секретар НКВС УСРР О. Г. Євгеньєв,
- начальник ТВ УДБ УНКВС Донецької області С. І. Заславський,
- начальник ТВ УДБ УНКВС Дніпропетровської області М. О. Ізвеков,
- начальник торговельно-виробничого відділу НКВС УСРР Б. Б. Каган,
- начальник ТВ УДБ УНКВС Київської області Й. Я. Казбек-Каплан,
- начальник ТВ УДБ УНКВС Вінницької області Ю. Е. Канєвський,
- помічник начальника ЕКВ УДБ УНКВС Харківської області А. Є. Караганов,
- помічник начальника Іноземного відділу УДБ НКВС УСРР С. Т. Карін-Даниленко,
- начальник відділку СПВ УДБ НКВС УСРР Я. Л. Карпейський,
- начальник Запорізького міського відділу НКВС М. Я. Кларов-Соловейчик,
- начальник ОВ НКВС 45-го механізованого корпусу Й. І. Ключкін,
- начальник-комісар Київської міжкрайової школи ГУДБ НКВС М. Б. Корнєв,
- начальник ОВ УДБ УНКВС Донецької області Д. С. Леопольд-Ройтман,
- начальник Херсонського міського відділу НКВС В. Я. Лея,
- заступник начальника ТВ УДБ УНКВС Донецької області В. І. Ляшик,
- особливоуповноважений УНКВС Київської області Б. А. Манькін,
- слухач вищої школи ГУДБ НКВС СРСР Д. М. Медведєв,
- помічник начальника УНКВС Вінницької області І. Д. Морозов,
- помічник начальника ОВ УДБ УНКВС Харківської області Й. С. Найдман,
- заступник начальника ОВ УДБ УНКВС Харківської області Н. Ш. Новаковський
- заступник начальника УНКВС Дніпропетровської області В. І. Окруй,
- начальник ЕКВ УДБ УНКВС Донецької області Д. В. Орлов,
- начальник СПВ УДБ УНКВС Одеської області Г. М. Осінін-Вінницький,
- помічник начальника УНКВС Харківської області Я. А. Пан,
- начальник відділу кадрів НКВС УСРР Я. В. Письменний,
- заступник начальника УНКВС Вінницької області М. Т. Приходько,
- заступник начальника відділу кадрів НКВС УСРР Я. І. Райхштейн,
- начальник ОВ УДБ УНКВС Одеської області А. М. Ратинський,
- т.в.о. начальника СПВ УДБ НКВС УСРР П. М. Рахліс,
- начальник ОВ УДБ УНКВС Київської області Л. Й. Рейхман,
- помічник начальника ЕКВ УДБ НКВС УСРР О. І. Риклін,
- В. М. Розов,
- особливоуповноважений НКВС УСРР Н. Л. Рубінштейн,
- помічник начальника ОВ УДБ НКВС УСРР С. І. Самойлов-Бесидський,
- заступник начальника УНКВС Чернігівської області С. І. Самовський,
- начальник Оперативного відділу УДБ УНКВС Харківської області А. Я. Санін-Затурянський,
- начальник Іноземного відділу УДБ НКВС УСРР А. В. Сапір,
- начальник Миколаївського міського відділу НКВС О. К. Уралець-Кетов,
- начальник ОВ 12-ї механізованої бригади Я. Ю. Флейшман,
- начальник Криворізького міського відділу НКВС М. Г. Ханніков,
- начальник Артемівського міського відділу НКВС М. І. Шелудченко,
- начальник Житомирського окружного відділу НКВС Ю. С. Шатов,
- начальник відділку СПВ УДБ НКВС УСРР О. М. Шерстов,
- заступник начальника УНКВС Молдавської АССР Р. Е. Штурм,
- помічник начальника СПВ УДБ УНКВС Харківської області Л. Т. Якушев